# Ludwig Darmstaedter
Ludwig Darmstaedter (Mannheim, 9 agosto 1846 – Berlino, 18 ottobre 1927) è stato un chimico e storico tedesco.

## Biografia
Dal 1865 studiò chimica sotto Robert Bunsen e Emil Erlenmeyer presso l'Università di Heidelberg, poi ha avanzato la sua formazione a Lipsia come studente di Hermann Kolbe. Successivamente, si trasferisce a Berlino, dove svolge degli studi inerenti alla fusione di acidi solfonici nel laboratorio di Karl Hermann Wichelhaus. Dal 1872, con Benno Jaffé, fu coinvolto nella ricerca chimica industriale; per esempio, l'estrazione della glicerina. Più tardi nella sua carriera, fece delle indagini sulla composizione e sulla sintesi della lanolina.
Il suo interesse per la chimica lo ispirò a scrivere molte collezioni e manoscritti: citiamo Dokumentensammlung Darmstaedter che ora si trova presso la Biblioteca di Stato Prussiano di Berlino. Dal 1952 il Paul Ehrlich- und Ludwig Darmstaedter Preis  fu segnalato come uno delle opere più prestigiose nel campo della medicina.

## Opere
- Ludwig Darmstaedter, René du Bois-Reymond, 4000 Jahre Pionier-Arbeit in den exakten Wissenschaften, 1904.[3]
- Ludwig Darmstaedter, Handbuch zur Geschichte der Naturwissenschaften und der Technik. Berlin 1908 (2nd edition).
- Ludwig Darmstaedter, Königliche Bibliothek zu Berlin. Verzeichnis der Autographensammlung. Berlin 1909.
- Ludwig Darmstaedter, Naturforscher und Erfinder. Biographische Miniaturen. Bielefeld 1926.